# موش خرچنگ‌خوار اشتولتزمان
موش خرچنگ‌خوار اشتولتزمان (نام علمی: Ichthyomys stolzmanni) نام یک گونه از سرده موش‌های خرچنگ‌خوار است.